# Hardcore punk svedese

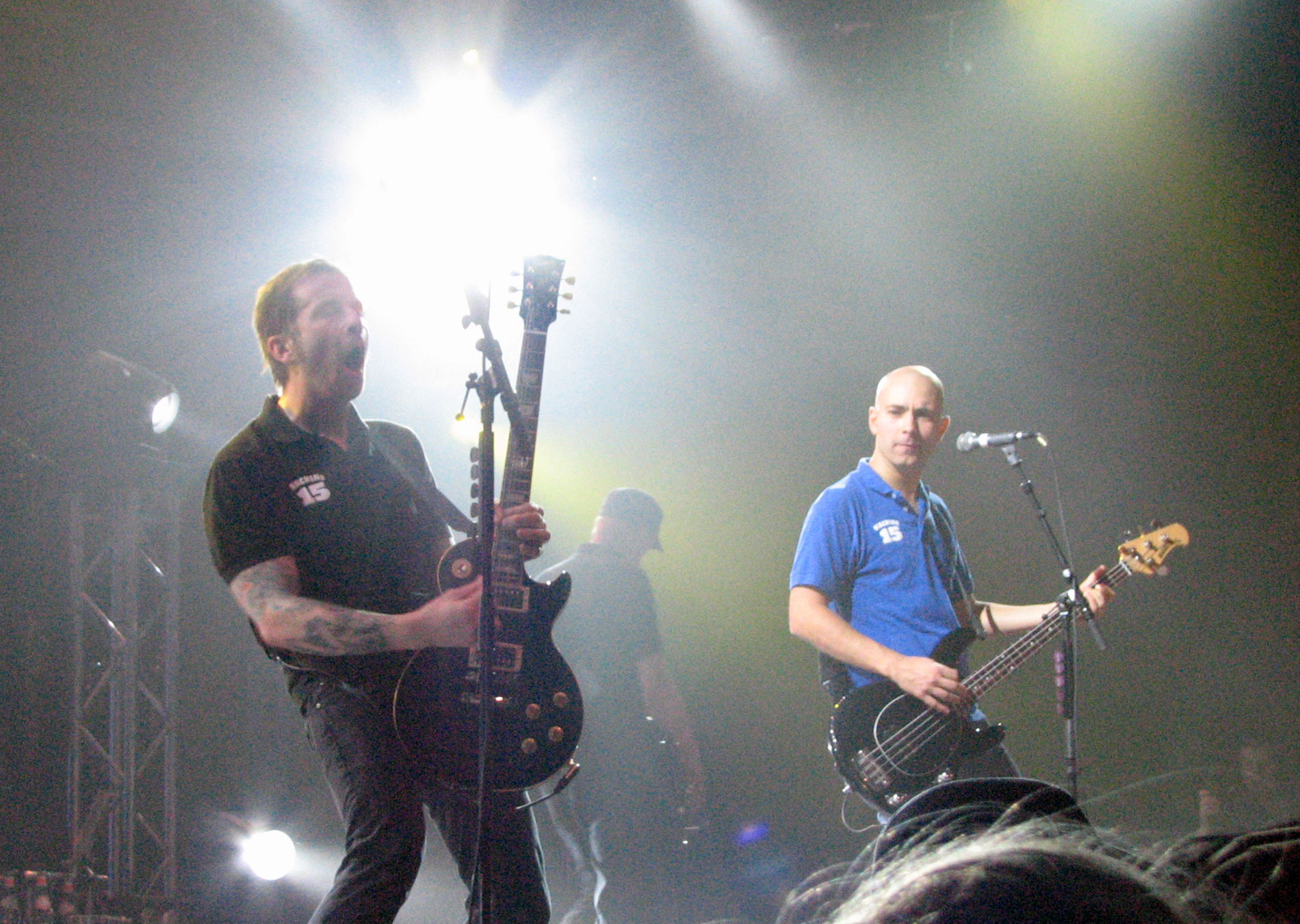
I Millencolin nel 2008.

A partire dagli anni ottanta si sviluppa un'importante scena hardcore punk in Svezia, che ha nel kängpunk e nel crust punk i propri inizi. Tra i maggiori gruppi della scena si trovano i Mob 47 e gli Anti Cimex, la cui musica ha influenzato fortemente le band successive, svedesi ma anche straniere. Tra i gruppi influenzati possiamo rintracciare infatti i Moderat Likvidation, i Totalitär e gli Avskum. Negli anni novanta, la scena si compone quasi esclusivamente da tribute band di gruppi hardcore americani e dei britannici Discharge, cui sono fortemente debitori, ad esempio, i Disfear.
Particolarmente importante in Svezia è la scena che si sviluppa a Umeå e in altre città del Norrland negli anni novanta, con band come i Refused da Umeå e i Raised Fist da Luleå in testa. I Refused sviluppano sonorità che sono, da un lato, fedeli alle radici del genere ma che, dall'altra, evidenziano una forte sperimentazione, vendendo poi etichettati come alternative metal e post-hardcore.
A partire dagli anni novanta, acquisisce sempre maggior importanza nella scena il melodic hardcore punk ed il pop punk, con band come i No Fun at All e i Millencolin.

## Umeå hardcore

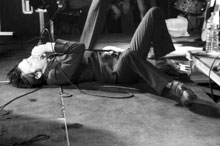
Dennis Lyxzén dei Refused e successivamente dei The (International) Noise Conspiracy.

Durante gli anni ottanta, l'influenza di formazioni hardcore punk di Umeå, come i Final Exit, gli Step Forward, i Refused e i Doughnuts, portano ad una forte crescita della scena hardcore locale. In particolare, è significativo il numero di gruppi straight edge.
In questo periodo, nascono etichette discografiche, tra le quali la Umeå Hardcore Records. Molte formazioni Umeå hardcore si fanno notare nella scena internazionale, e molte partono in tour per l'Europa e gli Stati Uniti.
In stretta connessione con la filosofia straight edge, il veganismo è parimenti distintivo della scena, come ad esempio nei Doughnuts. La scena si caratterizza così anche per la partecipazione di molti in gruppi di protesta, sfociando poi anche nella partecipazione in movimenti per i diritti degli animali. In una serie di azioni, dalle bombe incendiarie contro gli impianti industriali della carne alle minacce di morte nei confronti dei dipendenti universitari coinvolti nella sperimentazione animale, gli attivisti radicali hanno portato una notevole attenzione dei media alla scena.

## Gruppi musicali punk svedesi
- 59 Times the Pain
- Abhinanda
- AC4
- Anti Cimex
- Avskum
- Backyard Babies
- Blindside
- Bombshell Rocks
- Carbonized
- Clawfinger
- Disfear
- The Great Deceiver
- Headcleaners
- The Hellacopters
- The Hives
- Homy Hogs
- The (International) Noise Conspiracy
- INVSN
- Lock Up
- Millencolin
- Mob 47
- No Fun at All
- Raised Fist
- Randy
- Refused
- Regurgitate
- Satanic Surfers
- Sonic Syndicate
- Totalitär
- Tribal Ink
- The Vectors
- Wolfbrigade